# The Mad Magician
The Mad Magician är en amerikansk skräckfilm från 1954 regisserad av John Brahm och producerad av Bryan Foy. Ursprungligen i 3D. Filmen visades ej på bio i Sverige.

## Rollista
| Vincent Price   | – Don Gallico/Gallico the Great |
| Mary Murphy     | – Karen Lee                     |
| Eva Gabor       | – Claire Ormond                 |
| John Emery      | – The Great Rinaldi             |
| Donald Randolph | – Ross Ormond                   |
| Lenita Lane     | – Alice Prentiss                |
| Patrick O'Neal  | – Lt. Alan Bruce                |
| Jay Novello     | – Frank Prentiss                |